# Can't Slow Down
Can't Slow Down, utgivet på Stockholm Records, är Jerry Williams tjugoåttonde album.
Albumet sålde guld efter en månad och var den 77:e mest sålda skivan 2000. Har 2006 sålt nästan 60 000 sammanlagt.

## Låtlista
1. Oh la la (Urban Robertsson)
2. Lonely Night (Mattias Lindblom - Anders Wollbeck)
3. Can't Slow Down (Urban Robertsson)
4. Sending Me Angels (Frankie Miller - Jerry Lynn Williams)
5. Battlefield (Paul Carrack - Nick Lowe)
6. Over and Out (Urban Robertsson)
7. King's Call (Phil Lynott)
8. I Just Wanna Dance With You (John Prine - Roger Cook)
9. Another Night (Urban Robertsson)
10. Youth on Fire (Niclas Frisk - Andreas Mattsson)
11. Another Saturday Night (Sam Cooke)
12. There's Nothng Better (Peter LeMarc - Monica Asplén)

Albumet producerades av Oscar Söderberg och Urban Robertson förutom "Youth on fire", producerad av Niclas Frisk, Martin Karlegård för Shooting Star.

### Musiker
- Oscar Söderberg: keyboards, programmering, sång, gitarr
- Jimmy Wahlsteen: gitarr
- Josef Zackrisson: bas
- Blåssektion: Jerker Lindström, saxofon. Mikael Sörensen, trumpet. Urban Wiborg, trombon.
- Kör: Biti Strauchn, Kofi Bentsi-Enchill, André de Lange, Urban Robertson, Lena Björckén-Olsson
- Mats Lindfors: gitarr på "Sending me angels"
- Jan Oldaeus: gitarr på "I wanna dance with you"
- Rikard Frohm: dragspel på "I wanna dance with you"
- Anna Axelsson: Sång på "I wanna dance with you"
- Niclas Frisk: gitarr, programmering på "Youth on fire"
- Shooting Star: programmering på "Youth on fire"

## Listplaceringar
| Lista (2000-2001) | Topplacering |
| ----------------- | ------------ |
| Sverige           | 12           |

### Fotnoter
1. ↑  ”Listplacering”. Arkiverad från originalet den 6 mars 2016. https://web.archive.org/web/20160306054153/http://www.hitparad.se/showitem.asp?interpret=Jerry+Williams&titel=Can%27t+Slow+Down&cat=a. Läst 25 januari 2022.